# Gastón Ugalde

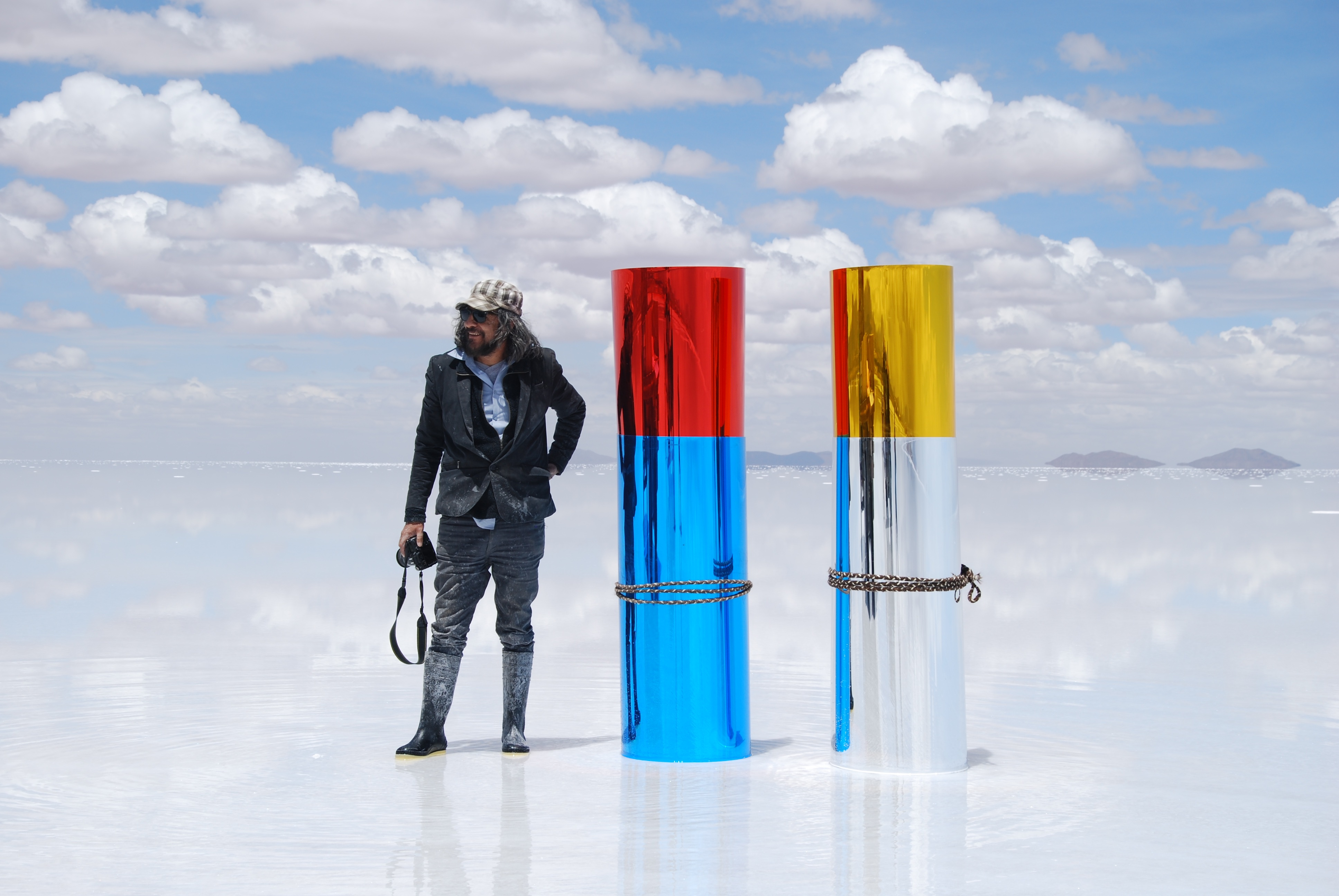
Portrét Gastona Ugaldeho v Solné poušti

Gastón Ugalde (1. července 1944 – 14. října 2023) byl bolivijský umělec, fotograf a držitel ceny Konex v roce 2002 spolu s Oscarem Niemeyerem byl nadací Konex v Argentině nazýván „nejdůležitějším žijícím bolivijským umělcem“ a kritiky umění byl také označován jako „Andský Warhol“. Ugalde bylo také známé jako „enfant terrible“ bolivijské umělecké scény.

## Životopis
Ugalde byl nejznámějším současným umělcem Bolívie. Ugalde, který se narodil ve městě La Paz, byl navzdory své desítky let trvající kariéře známý jako "enfant terrible" místního uměleckého světa pro podvratnou povahu, a to jak koncepčně, tak materiálně. Během Ugaldeovy rozsáhlé kariéry jeho díla pokrývají rozmanitá média, včetně malby, fotografie, koláže, instalace a performance.
Po půlstoletí kariéry je považován za průkopníka videoartu v Latinské Americe a jeho práce zahrnovala performance, malbu, sochu, instalaci, land-art, fotografii a grafiku. Od roku 1972 měl přes 90 samostatných výstav a přes 100 společných výstav po celém světě. Reprezentoval svou rodnou zemi na významných bienále, jako jsou Benátky (2009, 2001), São Paulo (1978, 1981, 1985), Paříž (1982), Havana (1986, 1999), Bienal do Mercosul (1997, 2015) a Trienal de Chile (2009).
Gastón Ugalde zemřel 14. října 2023 ve věku 79 let.

## Vybrané výstavy
2019
Illimani In-situ, curated by María Isabel Villagómez
Peru Arte Contemporaneo, PArC 2019 solo show
2018
Choqueyapu solo show Puro Gallery La Paz
Illimani solo show Puro Gallery La Paz
Atemporal, Solo show Manzana 1 Santa Cruz curated by Cecilia Bayá
2017
Photo London Guest Artist, Somerset House
Lima Photo solo-show
Recent Works, Solo show Salar Galería de Arte, La Paz
2016 
Art and Territory - Gallery Kayafas, Boston, MA curated by Arlette Kayafas
Outland – Fabien Castanier Gallery Los Angeles
2015
Bienal 10 do Mercosul – Porto Alegre, Brasil
Altitude Threads – Ministry of Nomands London UK curated by María Vega
Rituals et Dependances Galerie Celal Paris
2014
Territorios de la imagen, selection of the Juan Mulder collection, Lima
(un)real Maddox Gallery, London UK Animals in the Walls, London UK curated by Laura Culpan
Paris Photo LA – solo show
Bolivar Hall, London UK
Museo de América, Madrid
2013
I Bienal del Sur, Panama
IX Buenos Aires Photo – Invited artist
Reality Check, MassArt Boston curated by Lisa Tung
Monumental Installation IADB , Washington, D.C.
Smithsonian, American Indian MuseumIntersection
Museum of Latin American Art Long Beach, California
Coral Gables Museum, Florida USA
Art-Lima, Perú
Intersections, Museum of Latin American Art Long Beach CA
2012
Art Platform Los Angeles
HFAF – Houston, TX
ART Monaco
Pinta London solo show
Almas de Sal, Museo Nacional de Arte – La Paz curated by José Bedoya
2011 
ARTBO Bogotá – solo show
Boundaries, Museum of Latin American Art Long Beach California
Houston Fine Art Fair
The Latin American rEvolution, Miami
Art Palm Beach
ARTbeat Washington DC
Miamicito, Dot 51 Gallery Miami
Pinta NY
Modern Panic, London curated by James Elphick
Buenos Aires Photo solo show
Rostros Shamanicos, Galería Christopher Paschall Siglo XXI Bogotá
Pinta London
Down and Under – HACS
2010
Saatchi Gallery, London
Villa Hais Museum, Berlin
Museum Am Dom Trier
Siguaraya Gallery, Berlin
2009
53rd Venice Biennale
Trienal, Santiago de Chile curated by Ticio Escobar
2008
Nota Gallery – La Paz
Art Santa Fe solo show, New Mexico
Arteamericas Miami
2007
Bienal de Valencia Valencia
Casa de las Américas – Madrid
2006
Cuerpos Pintados São Paulo
2005
Museo de Arte Moderno La Paz
Necker Island – British Virgin Islands
2004
Museum of Contemporary Art Santiago
La Recoleta Buenos Aires
Cuerpos Pintados Santiago
N Gallery Düsseldorf
Cuerpos Pintados Buenos Aires
2002
Evan Gallery, New York
2001
49th Venice Biennale
1999
XII Bienal de la Habana
1997
I Visual Arts Biennial of MERCOSUR; Porto Alegre
1996
Museum of Contemporary Art, Santiago Chile
1992
Seville Expo '92; Seville
1991
Museum of Contemporary Art, Caracas
1990
Mito y Magia en las Américas: "Los ochenta" Museo de Arte Contemporáneo de Monterrey, Monterrey
1989
II Cuenca's Biennial of Painting; Cuenca
1987
I Cuenca's Biennial of Painting; Cuenca 1986 VII Biennial of San Juan; Latin-American & Caribbean Engraving
IV Latin-American Biennial; New York International Biennial of Painting; Miami II Bienal de la Habana; Havana
1985
XVII Biennial of São Paulo; São Paulo Neo-Expressionism de Tres Continentes; Teyler Gallery,
VIII Biennial of Graphics; Cayman Gallery, New York
1984
Neo-Expressionism from Three Continents, Teyler Gallery, VA
New Forms of Figuration, Center for Inter-American Relations, NY
1983
VI Biennial of San Juan; Latin-American & Caribbean Engraving
1982
XII Biennial of Paris; Paris
1981 
V Biennial of San Juan; Latin-American & Caribbean Engraving
1980
IV Biennial of Maldonado; Museum of American Art, Maldonado
Huntington Art Gallery, Austin, Texas
1979
XV Biennial of São Paulo; São Paulo 1978 I Biennial; Latin-American Art; São Paulo